# Negu Gorriak
Negu Gorriak (allocuzione basca per "inverni rossi" o "inverni gravi/duri") erano un gruppo rock spagnolo indipendente della comunità autonoma basca. Il loro stile musicale combina vari stili come hardcore punk, hip-hop, ska e reggae, sempre legati all'ideologia politica della band e alla sua identificazione con il paese basco e la sua lingua (Euskara) .

## Formazione
- Fermin Muguruza – voce
- Íñigo Muguruza – chitarra
- Kaki Arkarazo – chitarra
- Mikel Anestesia – basso fino a Gure Jarrera (1991)
- Mikel Bap – batteria fino a Gure Jarrera (1991)

## Discografia
- 1990 - Negu Gorriak
- 1991 - Gure Jarrera
- 1990 - Gora Herria
- 1993 - Borreroak Baditu Milaka Aurpegi
- 1994 - Hipokrisiari Stop! Bilbo 93-X-30
- 1995 - Ideia Zabaldu
- 1996 - Ustelkeria
- 1996 - Salam, agur
- 2005 - 1990-2001 (DVD + Live CD)